# World Extreme Cagefighting
World Extreme Cagefighting (WEC) fou una empresa nord-americana d'arts marcials mixtes fundada l'any 2001. Va ser comprat per Zuffa, LLC, l'empresa matriu de l'Ultimate Fighting Championship (UFC). En la seva última aparició, estava formada per 3 classes de pes: 61 kg (135 lb), 66 kg (145 lb) i 70 kg (155 lb). Per acomodar els lluitadors mes petits de pes, l'octàgon del WEC era de 7.6 metres de diàmetre 1.5 més petit que l'octàgon estàndard de l'UFC.